# Mauro Rosales
Mauro Damián Rosales (Villa María, Córdoba, 24 februari 1981) is een Argentijnse voetbalspeler. Hij speelt voornamelijk op de rechtsbuitenpositie.

## Clubcarrière

### Newell's Old Boys
Rosales debuteerde op 31 oktober 1999 voor de Argentijnse club Newell's Old Boys. In vijf seizoenen speelde hij 112 wedstrijden voor de club, waarin hij 30 goals maakte.
Hij maakte hier genoeg indruk om op te worden geroepen voor het Argentijnse elftal dat meedeed aan de Olympische Zomerspelen 2004. In de finale versloeg Argentinië Paraguay met 1-0 door een goal van Carlos Tévez na een voorzet van Rosales. Diego Maradona was zo van Rosales onder de indruk dat hij na een wedstrijd van Newell's de kleedkamer binnenliep en het shirtje van Rosales vroeg.

### Ajax
Op 30 augustus 2004 tekende Rosales bij Ajax, waar hij werd aangetrokken om de rechtsbuitenpositie weer glans te geven. Zijn debuut voor Ajax maakte hij in de wedstrijd op 12 september 2004 tegen ADO Den Haag, die na een 3-0-voorsprong voor Ajax in een 3-3 gelijkspel eindigde. Tijdens zijn verblijf in Nederland heeft hij enkele (zware) blessures gehad.

### River Plate
Op 2 februari 2007 maakte Ajax bekend dat Rosales naar River Plate zou vertrekken. Hij zou daar een contract voor 2,5 seizoenen tekenen. Twee weken later bleek echter dat de Argentijnse club het benodigde geld niet rond kon krijgen en van een transfer afzag. Een paar weken later kwam de deal alsnog rond. River Plate heeft naar verluidt 1,8 miljoen euro betaald voor de Argentijnse rechtsbuiten. Op 6 maart 2007 is Rosales vertrokken uit Amsterdam.
Bij River Plate bleef hij tot medio juni 2010. In 2008 won hij de Primera División.

### Major League Soccer
Van januari 2011 tot februari 2011 was Rosales bij het Mexicaanse Querétaro FC. Een contract ging echter niet door.
In februari 2011 ging Rosales op stage bij Seattle Sounders FC uit de Major League Soccer in Amerika. In zijn eerste seizoen speelde hij hier 26 wedstrijden, hierin wist hij 5 keer tot scoren te komen. Daarnaast leverde hij 13 assists, mede hierdoor won hij MLS Newcomer of the Year Award (MLS Nieuwkomer Van Het Jaar-Award).
Hij speelde vervolgens voor Chivas USA, Vancouver Whitecaps FC en FC Dallas. In 2017 keerde hij terug bij Vancouver Whitecaps.

## Interlandcarrière
Hij maakte deel uit van de winnende Argentijnse teams op het Wereldkampioenschap voetbal onder 20 - 2001 en de Olympische Zomerspelen 2004. In 2004 speelde hij ook tien interlands voor het Argentijns voetbalelftal en nam hij deel aan de Copa América 2004 waar Argentinië de finale na strafschoppen verloor van gastland Brazilië.
| Interlands van Mauro Rosales voor Argentinië | Interlands van Mauro Rosales voor Argentinië | Interlands van Mauro Rosales voor Argentinië | Interlands van Mauro Rosales voor Argentinië | Interlands van Mauro Rosales voor Argentinië | Interlands van Mauro Rosales voor Argentinië |
| №                                            | Datum                                        | Wedstrijd                                    | Uitslag                                      | Competitie                                   | Goals                                        |
| -------------------------------------------- | -------------------------------------------- | -------------------------------------------- | -------------------------------------------- | -------------------------------------------- | -------------------------------------------- |
| 1                                            | 02 Jun 2004                                  | Brazilië – Argentinië                        | 3–1                                          | WK-kwalificatie                              |                                              |
| 2                                            | 06 Jun 2004                                  | Argentinië – Paraguay                        | 0–0                                          | WK-kwalificatie                              |                                              |
| 3                                            | 27 Jun 2004                                  | Argentinië – Colombia                        | 0–2                                          | Vriendschappelijk                            |                                              |
| 4                                            | 30 Jun 2004                                  | Argentinië – Peru                            | 2–1                                          | Vriendschappelijk                            |                                              |
| 5                                            | 07 Jul 2004                                  | Argentinië – Ecuador                         | 6–1                                          | Copa América                                 |                                              |
| 6                                            | 10 Jul 2004                                  | Argentinië – Mexico                          | 0–1                                          | Copa América                                 |                                              |
| 7                                            | 17 Jul 2004                                  | Peru – Argentinië                            | 0–1                                          | Copa América                                 |                                              |
| 8                                            | 20 Jul 2004                                  | Argentinië – Colombia                        | 3–0                                          | Copa América                                 |                                              |
| 9                                            | 25 Jul 2004                                  | Argentinië – Brazilië                        | 2–2                                          | Copa América                                 |                                              |
| 10                                           | 04 Sep 2004                                  | Peru – Argentinië                            | 1–3                                          | WK-kwalificatie                              | Goal                                         |

## Clubstatistieken
| Seizoen | Club                | Land                      | Competitie                  | Duels | Goals |
| ------- | ------------------- | ------------------------- | --------------------------- | ----- | ----- |
| 1999/00 | Newell's Old Boys   | Vlag van Argentinië       | Primera División Argentinië | 3     | 0     |
| 2000/01 | Newell's Old Boys   | Vlag van Argentinië       | Primera División Argentinië | 17    | 2     |
| 2001/02 | Newell's Old Boys   | Vlag van Argentinië       | Primera División Argentinië | 27    | 3     |
| 2002/03 | Newell's Old Boys   | Vlag van Argentinië       | Primera División Argentinië | 30    | 11    |
| 2003/04 | Newell's Old Boys   | Vlag van Argentinië       | Primera División Argentinië | 35    | 14    |
| 2004/05 | Ajax                | Vlag van Nederland        | Eredivisie                  | 22    | 5     |
| 2005/06 | Ajax                | Vlag van Nederland        | Eredivisie                  | 29    | 0     |
| 2006/07 | Ajax                | Vlag van Nederland        | Eredivisie                  | 12    | 1     |
| 2006/07 | River Plate         | Vlag van Argentinië       | Primera División Argentinië | 6     | 1     |
| 2007/08 | River Plate         | Vlag van Argentinië       | Primera División Argentinië | 22    | 1     |
| 2008/09 | River Plate         | Vlag van Argentinië       | Primera División Argentinië | 27    | 0     |
| 2009/10 | River Plate         | Vlag van Argentinië       | Primera División Argentinië | 9     | 2     |
| 2011    | Seattle Sounders    | Vlag van Verenigde Staten | Major League Soccer         | 26    | 5     |
| 2012    | Seattle Sounders    | Vlag van Verenigde Staten | Major League Soccer         | 29    | 3     |
| 2013    | Seattle Sounders    | Vlag van Verenigde Staten | Major League Soccer         | 33    | 4     |
| 2014    | Chivas USA          | Vlag van Verenigde Staten | Major League Soccer         | 21    | 0     |
| 2014    | Vancouver Whitecaps | Vlag van Canada           | Major League Soccer         | 11    | 0     |
| 2015    | Vancouver Whitecaps | Vlag van Canada           | Major League Soccer         | 24    | 1     |
| 2016    | FC Dallas           | Vlag van Verenigde Staten | Major League Soccer         | 23    | 4     |
| 2017    | Vancouver Whitecaps | Vlag van Canada           | Major League Soccer         | 5     | 0     |

## Erelijst
- Olympische Zomerspelen 2004:
- Wereldkampioenschap voetbal onder 20: 2001
- KNVB beker: 2006
- Johan Cruijff Schaal: 2005, 2006
- Primera División Argentinië: 2004 (Apertura), 2008 (Clausura)
- Lamar Hunt US Open Cup: 2011, 2016
- MLS Newcomer of the Year Award: 2011
- Canadian Championship: 2015

| Logo van de Olympische Spelen | Goud | Zilver | Brons | Logo van de Olympische Spelen |
|                               | 1    | 0      | 0     |                               |